# Boris Pahor
Boris Pahor (Trieste, 26 d'agost de 1913 - Trieste, 30 de maig de 2022) va ser un escriptor antifeixista eslovè, supervivent dels camps d'extermini nazis. La seva principal obra va ser Necròpolis, traduïda al català per Simona Škrabec i publicada per Pagès Editors.
Pahor, un dels autors més destacats de la literatura eslovena del segle XX i un dels darrers testimonis de l'horror nazi, va deixar una obra narrativa, extensa i reconeguda, de més de 40 títols, que té la capacitat de convertir en literatura el testimoniatge personal sobre l'experiència als camps de concentració nazis.

## Biografia
Va néixer a Trieste quan aquesta ciutat formava part de l'Imperi Austrohongarès. Als set anys va veure com cremaven la Casa de la Cultura de Trieste. Va ser perseguit pel règim feixista de Benito Mussolini, per la seva pertinença a la minoria eslovena d'Itàlia, que va prohibir parlar, escriure o estudiar en eslovè, i també per Adolf Hitler per la seva militància antifeixista.
Durant la Segona Guerra Mundial va lluitar a Líbia, i més tard va unir-se al Front d'Alliberament del Poble Eslovè. Després de la caiguda del règim de Mussolini el 1943, es va enrolar en el moviment dels partisans iugoslaus, però el 1944 va ser delatat i detingut a Trieste per la Gestapo, que el va deportar al camp de concentració de Struthof-Natzweiler, a Alsàcia, on es va salvar de la mort gràcies al seu treball a la'hospital com a intèrpret d'un metge francès i un altre noruec. També va estar pres al camp de concentració de Dachau com a ajudant d'infermeria, al camp de concentració Mittelbau-Dora i al de Bergen-Belsen. El seu periple va acabar a Buchenwald, quan ja havia estat alliberat, i més tard en un sanatori francès, on va passar un any i mig recuperant-se d'una tuberculosi.
Va resistir a la captivitat i va patir disenteria. Va veure les cendres que sortien de la xemeneia del forn crematori, que va definir amb metàfores com: «una balena metàl·lica», «una ferreria de la mort», «una esfinx fèrria». Com a escriptor, va debutar el 1948 amb Moj tržaški naslov («La meva adreça de Trieste», 1948), i entre els seus primers llibres destaquen també Mesto v zalivu («Un lloc a la badia», 1955) i Onkraj pekla so ljudje («Hi ha gent més enllà de l'infern», 1961).
El 1966, quan tenia 52 anys, va publicar Necròpolis en eslovè, però l'obra va romandre en la penombra més de 20 anys, fins que va publicar-se en italià i van arribar les traduccions internacionals.
L'any 2016 va presentar-se la pel·lícula documental Boris Pahor, portrait d'un homme libre que segueix els seus passos entre 2008 i 2013 en un «camí nerviós, febril i permanentment incòmode d'un home que resisteix a tot, a la vida i a la mort». L'any 2019, la BBC va elaborar un documental sobre la vida de Pahor titulat The man who saw too much. El treball recorria la vida de l'aleshores considerat «el supervivent conegut dels camps de concentració nazis de més edat». Va morir el 30 de maig de 2022 a casa seva, al barri de Contovello de la seva ciutat natal, als cent vuit anys, i va ser enterrat al cementiri local de Trieste una setmana després de la mort.

## Traduccions al català
- Necròpolis [Nekropola, 1997]. Traducció de Simona Škrabec. Pagès Editors, Lleida, 2004.
- La pira al port [Grmada v pristanu]. Traducció de Simona Škrabec. Edicions del Periscopi, Barcelona, 2020. ISBN 9788417339500.